# 沖田雅
沖田 雅（おきた まさし）は日本の小説家。1980年代広島県生まれ、大阪府在住。
2004年の電撃ゲーム小説大賞において『先輩とぼく』で銀賞を受賞してデビュー。
主に電撃文庫で執筆し、2006年8月から新シリーズ『オオカミさんと…』（…には1巻、2巻という巻数の代わりに毎巻別々のタイトルが入る）を始める。あとがきでは謝ってばかりいる。
先輩とぼくのあとがきから、妹がいるようである。
作者近影は作者とおぼしき男性が床に「めがね」「ツンデレ」「ネコミミ」「メイド」など一般的に萌え属性と呼ばれる言葉を書いているイラストになっている。

## 作品リスト

### 書籍
- 先輩とぼく（電撃文庫、全6巻）
- オオカミさんシリーズ[1]（電撃文庫、全13巻：本編12巻＋後日談1巻）
- 妖怪青春白書 ―雪雄くんと薫子さん―（電撃文庫、全1巻）

### 短編
- とある童貞(チェリー)のクリスマスイブ (電撃文庫MAGAZINEVol.23別冊付録『サンタクロースを見た 電撃コラボレーション』掲載)